# Kurt Lundqvist
Kurt Lundqvist, född 20 november 1914 död 26 mars 1976, var en svensk friidrottare (höjdhopp).
Han tävlade för Redbergslids IK. Han blev Stor Grabb nummer 87 år 1936.

## Främsta meriter
Lundqvist tog guld vid EM i Paris 1938 och hade det svenska rekordet i höjdhopp 1937-1939. Han vann också SM i höjdhopp fem gånger.

## Idrottskarriär (höjdhopp)
1933 vann Kurt Lundqvist sitt första SM-tecken i höjdhopp (han hoppade då 1,88).
1934 tog han inte något SM-guld, men han vann SM de därefter följande fyra åren (1935-1938), på resultaten 1,90, 1,93, 1,98 och 1,96.
Den 28 augusti 1937 (vid SM i Göteborg) förbättrade Lundqvist Karl Österbergs svenska rekord i höjdhopp från 1925 (1,95), med ett hopp på 1,98. Rekordet skulle han få behålla till 1939 då Åke Ödmark slog det (han hoppade 1,99).
1938 deltog Kurt Lundqvist vid EM i Paris, och där vann han guldmedalj i höjdhopp på 1,97.

### Källförteckning
- Nordisk Familjeboks Sportlexikon. Stockholm: Nordisk Familjeboks Förlags AB. 1938-1949
- Focus Presenterar Sporten 2. Stockholm: Almqvist & Wiksell/Gebers Förlag AB. 1967
- Friidrottens först och störst. Helsingborg: Stig Gustafson/Forum. 1975
- Svenska Mästerskapen i friidrott 1896-2005. Trångsund: Erik Wiger/TextoGraf Förlag. 2006
- Swedish Athletic Page
- friidrott.se:s stora grabbar-sida
- Stora Grabbars Märke 51-100